# Richard Ian Cox
Richard Ian Cox (St Asaph, 3 de octubre de 1973) es un actor, humorista y locutor británico nacionalizado canadiense. Richard ganó prominencia por interpretar al personaje del viajero y jinete adolescente Henry Dailey (interpretado por Mickey Rooney), Alec Ramsay, en The Adventures of the Black Stallion de The Family Channel a principios de la década de 1990. Cox también ganó fama por doblar a Ian Kelley, el personaje principal de la serie animada Being Ian y por doblar a Scattershot, uno de los Autobots en la serie animada CGI Transformers: Cybertron. En 2015, brindó la voz de Lofty en la versión estadounidense doblada del reinicio de 2015 de la serie animada de televisión infantil británica Bob the Builder heredados de las actrices Sonya Leite y Emma Tate. Mantiene una presencia activa en línea en Tumblr y Twitter, así como en Facebook. Él presenta su propio podcast llamado The Show.

## Carrera
Nacido en St Asaph, en el condado de Denbighshire, Gales. Cox comenzó a actuar a la edad de 9 años. Se trasladó a Vancouver, Columbia Británica, Canadá y a los 14 años se convirtió en un actor profesional. Después de graduarse de la Escuela Secundaria Richmond de Vancouver en 1991, apareció en una amplia variedad de papeles de estrella invitada. Es más conocido por su trabajo de voz de Bit Cloud en Zoids: New Century Zero, Ranma Saotome (chico) en las últimas temporadas de Ranma ½, y como el personaje principal de InuYasha, que son series basadas en los trabajos originales de manga de Rumiko Takahashi.
Cuando tenía 16 años, ganó el papel de coprotagonista en Black Stallion, junto a Mickey Rooney, donde trabajó durante gran parte de su juventud. Los dos siguieron siendo amigos cercanos, hasta la muerte de Rooney, el 6 de abril de 2014. También ha doblado varios personajes en otras series de anime, incluyendo Mobile Suit Gundam, Galaxy Angel y Gundam SEED (Tolle Koenig y Shani Andras), así como varios personajes de dibujos animados estadounidenses, como Quicksilver en X-Men: Evolution y BurnerMan en MegaMan NT Warrior.
Richard, originario de Vancouver, Canadá, ha hecho algunas apariciones especiales en Stargate SG-1 y su spin-off Stargate Atlantis, así como partes de series como ER y Psych. También ha aparecido en el programa de televisión canadiense The Outer Limits y dobla a Bedtime Bear en Care Bears: Adventures in Care-a-Lot.
Durante más de una década, Richard fue instructor principal de actores en Tarlington Training en Vancouver, ayudando a desarrollar las habilidades de actuación de cientos de jóvenes y actualmente enseña actuación de cine en South Delta Secondary School.
Es el anfitrión de The Show, un programa de radio en línea. Richard disfruta de una base de admiradores dedicada en toda América del Norte y en todo el mundo.